# Poul Johansen
Poul Johansen (11. října 1910 – 18. srpna 1973) byl dánský fotograf. Již ve 20. letech se stal žákem Petera Elfelta a pokračoval v jeho práci královského dvorního fotografa.